# Bavdek
Bavdek je naselje v Občini Velike Lašče.